# تیم ملی فوتسال مراکش
تیم ملی فوتسال مراکش نماینده مراکش در مسابقات بین‌المللی فوتسال و یکی از تیم‌های فوتسال آفریقایی است.